# Katharina Zimmermann
Katharina Elisabeth Zimmermann (* 28. Oktober 1933 als Katharina Elisabeth Indermühle in Bern; † 14. Mai 2022) war eine Schweizer Schriftstellerin.

## Leben
Katharina Indermühle wuchs als älteste Tochter der Musiker Fritz Indermühle und Adelheid Indermühle-Marti in Bern auf. Nach der Sekundarschule besuchte sie das Städtische Lehrerinnenseminar Marzili. Anschliessend studierte sie in Deutschland an der Hochschule für Musik Detmold. Nach der Heirat mit dem evangelisch-reformierten Pfarrer Christoph Zimmermann lebte sie zuerst ab 1958 als Pfarrfrau im kleinen Oberemmentaler Dorf Schangnau. Von 1964 bis 1979 waren sie als Familie – mit vier eigenen und fünf indonesischen Kindern – im indonesischen Südteil der Insel Borneo, wo sie als Redaktorin für Radio Kalimantan und eine Frauenzeitschrift arbeitete. Ihr Mann arbeitete für die Baslermission (heute Mission 21) zuerst als theologischer Lehrer und später als landwirtschaftlicher Berater. Ab 1980 wohnte sie wieder in Bern.
Zimmermann veröffentlichte zunächst eine Reihe von Kinderbüchern, dann ab 1987 vorwiegend Erwachsenenliteratur, erschienen im Zytglogge Verlag in Bern. Ihr erfolgreichstes Buch war der historische Täufer-Roman Die Furgge (1987), für den sie bereits im Pfarrhaus von Schangnau Material gefunden hatte und dazu inspiriert wurde. Dieses Buch wurde 2016 ins Amerikanische übersetzt, anlässlich des 300-Jahre-Jubiläums «Täufer in den USA».
Das Buch Und singe dir ein Lied ist ihrem verstorbenen Mann gewidmet. Im 2012 erschienenen Roman Der Amisbühl erzählt sie die Geschichte des gleichnamigen ehemaligen Hotels ihrer Grosseltern in Beatenberg. Ihr 2015 aufgelegtes Werk Umbrüche. Aus meinem Leben trägt autobiografische Züge.
Für ihre historischen Romane betrieb sie oft ausgedehnte Recherchen an den beschriebenen Schauplätzen, zum Beispiel in den USA für Kein Zurück für Sophie W. oder in Polen für Das Freudenkind.
Zimmermanns Nachlass befindet sich in der Burgerbibliothek Bern.

## Auszeichnungen
- Schweizer Jugendbuchpreis 1983 für Damek
- Buchpreis der Stadt Bern 1987 und 1998
- Werkbeiträge der Stadt Bern, des Kantons Bern und von Pro Helvetia 1993

## Werke

### Prosa
- Hibiskus. Roman. Zytglogge, Gümligen 1984, ISBN 3-7296-0196-2
- Mit den Augen des Nomaden. Eine Wintergeschichte. Zytglogge, Gümligen 1986; 3. A. ebd. 1993, ISBN 3-7296-0467-8
- Die Furgge. Ein Täuferroman. Zytglogge, Gümligen 1989, ISBN 3-7296-0321-3
- Frau Zu. Zytglogge, Gümligen 1992, ISBN 3-7296-0438-4
- Blaue Mauer. Annäherungen. Zytglogge, Gümligen 1995, ISBN 3-7296-0500-3
- Indonesische Albumblätter. Erinnerungen. Zytglogge, Gümligen 1997, ISBN 3-7296-0550-X
- Kein Zurück für Sophie W. Geschichte einer Auswanderung. Zytglogge, Gümligen 2000, ISBN 3-7296-0598-4
  - als Taschenbuch: Bastei-Lübbe, Bergisch Gladbach 2003, ISBN 3-404-14908-4
- Das Freudenkind. Roman. Zytglogge, Gümligen 2003, ISBN 3-7296-0647-6
- Und singe dir ein Lied. Zytglogge, Oberhofen am Thunersee 2005, ISBN 3-7296-0694-8
- Die Carmen vom Weissenstein. Roman. Zytglogge, Oberhofen 2008, ISBN 978-3-7296-0751-4
- Der Amisbühl. Roman. Zytglogge, Oberhofen 2012, ISBN 978-3-7296-0841-2[6]
- Umbrüche. Aus meinem Leben. Zytglogge, Oberhofen 2015, ISBN 978-3-7296-0892-4
- Nicht allein. Erzählung. Zytglogge, Basel 2018, ISBN 978-3-7296-0983-9

### Kinderbücher
- Mande läßt die Maske tanzen. Eine Kindheit auf der Insel Bali. Verlag der Ev.-Luth. Mission, Erlangen 1981
- Damek. Eine Geschichte aus Kalimantan. Blaukreuz-Verlag, Bern 1982
- Murni. Ein Dayakmädchen wagt den Flug. Blaukreuz-Verlag, Bern 1983
- Luh’Tu, kleine Tänzerin. Eine Kindheit auf Bali. Verlag der Ev.-Luth. Mission, Erlangen 1984, ISBN 3-87214-151-1
- Damek zieht hinaus. Blaukreuz-Verlag, Bern 1987
- Mande will die Trommel schlagen. Verlag der Ev.-Luth. Mission, Erlangen 1987, ISBN 3-87214-219-4